# Altenkessel
Altenkessel est un quartier de la ville allemande de Sarrebruck en Sarre. Il se situe dans le district Ouest qui porte le numéro 23.

## Géographie

### Situation
En partant du nord du Saartal, Altenkessel s'étend jusqu'aux hauteurs de Pfaffenkopf. Le village se trouve sur la route touristique Barockstraße SaarPfalz (de).

### Quartiers
Altenkessel se compose de Altenkessel, Großwald, Luisenthaler Glashütte, Neudorf et Rockershausen.